# STANAG
STANAG er en NATO forkortelse for Standardization Agreement (standardiseringsaftale), der opsætter processer, procedurer, termer og betingelser for fælles militære eller tekniske procedurer og udstyr mellem medlemmerne i NATO alliancen. Hver NATO medlemsstat implementerer en STANAG aftale i deres eget militær. Formålet er at give fælles operationelle og administrative procedurer og logistik, så et NATO medlems militær kan bruge et andet medlems logistiske system.
STANAG aftaler formidles på engelsk og fransk, de to officielle NATO sprog, af NATO Standardization Agency i Bruxelles.
Mellem de hundredvis af standardiserings aftaler er også bestemmelser for ammunitionskalibre til håndvåben, kommunikationsprocedurer samt klassificering af broer.

## Eksempler
- STANAG 2324: Indførelsen af US MIL-STD-1913 "Picatinny rail" som NATO standard for montering af optiske sigtemidler og tilbehør på våben.
- STANAG 2345: Bestemmelser om grænseværdier for personellets udsættelse for radio/radar-stråling. Ved brug af denne kan man bl.a. fastlægge sikkerhedsafstande fra radio- og radarantenner.
- STANAG 4172: Indførelsen af 5.56 x 45 mm NATO ammunition som standard ammunition for alle NATO stormgeværer og automatrifler.
- STANAG 4179: Indførelsen af M16 magasinbrønden som en standard for magasinbrønde i alle NATO 5.56 våben. Alle magasiner og tromler, uanset design, skal være kompatible med denne magasinbrønd.
- STANAG 4406: Indførelsen af en militær meddelelsesstandard baseret på den civile X.400 standard.
- STANAG 4579: Indførelsen af fælles fjende/ven genkendelsessystemer der kan bruges imellem alle NATO lande.
- 7.62 x 51 mm NATO blev udviklet i 1950'erne og var NATO standard frem til 1980'erne.